# Arthur B. Singer
Arthur Bernard Singer (* 4. Dezember 1917 in New York City; † 7. April 1990 in Jericho, New York) war ein US-amerikanischer Tiermaler, der vornehmlich auf Vogelillustration spezialisiert war.

## Leben und Wirken
Singer stammt aus einer Künstlerfamilie und wuchs in Zentral-Manhattan auf. 1939 erlangte er seinen Abschluss an der Cooper Union und anschließend arbeitete er als Drucker in einer Werbeagentur. 1942 trat er in die United States Army ein, wo er in der C-Kompanie der 603rd. Camouflage Engineers diente.
Beeinflusst von Carl Rungius, Louis Agassiz Fuertes und Wilhelm Kuhnert arbeitete er ab 1955 als Vollzeitillustrator und Künstler.
Singer illustrierte mehr als 20 Bücher, darunter Field Guide to Birds of North America (von Bertel Bruun, Herbert S. Zim und Chandler S. Robbins), Field Guide to Birds of Europe, Birds of the World (von Oliver L. Austin, deutsch: Die Vögel der Welt), The Life of the Hummingbird (von Alexander Skutch), Field Guide to Birds of the West Indies (von James Bond und Don R. Eckelberry), State Birds, Zoo Animals, Birds of Greenland (von Finn Salomonsen), Cats, Wild Animals from Alligator to Zebra, British and European Birds in Colour (von Bertel Bruun, deutsch: Europas Vogelwelt in Farben), Der Kosmos-Vogelführer: Die Vögel Deutschlands und Europas in Farbe (von Bertel Bruun und Claus König), The Hamlyn Guide to Birds of Britain and Europe (von Bertel Bruun), Book of Birds in Colour (von Robert Porter Allen), Water and Marsh Birds of the World (von Oliver L. Austin, deutsch: Wasser- und Watvögel der Welt) sowie Birds of the Caribbean. 1956 erschienen acht Zeichnungen von Staatsvögeln und -blumen der Bundesstaaten der Vereinigten in der Zeitschrift The American Home.
1982 illustrierte er gemeinsam mit seinem Sohn Alan D. Singer für den United States Postal Service eine Briefmarkenserie der 50 Staatsvögel und Staatsblumen. Diese zählen zu den am meisten verkauften einzelnen Sonderbriefmarkenausgaben in der Geschichte der US-amerikanischen Post.
Singer war mit den Jazzmusikern Duke Ellington und Cab Calloway befreundet. Letzterer wurde 1932 von Singer porträtiert.
Singer starb im April 1990 an Bauchspeicheldrüsenkrebs.